# Transportowiec

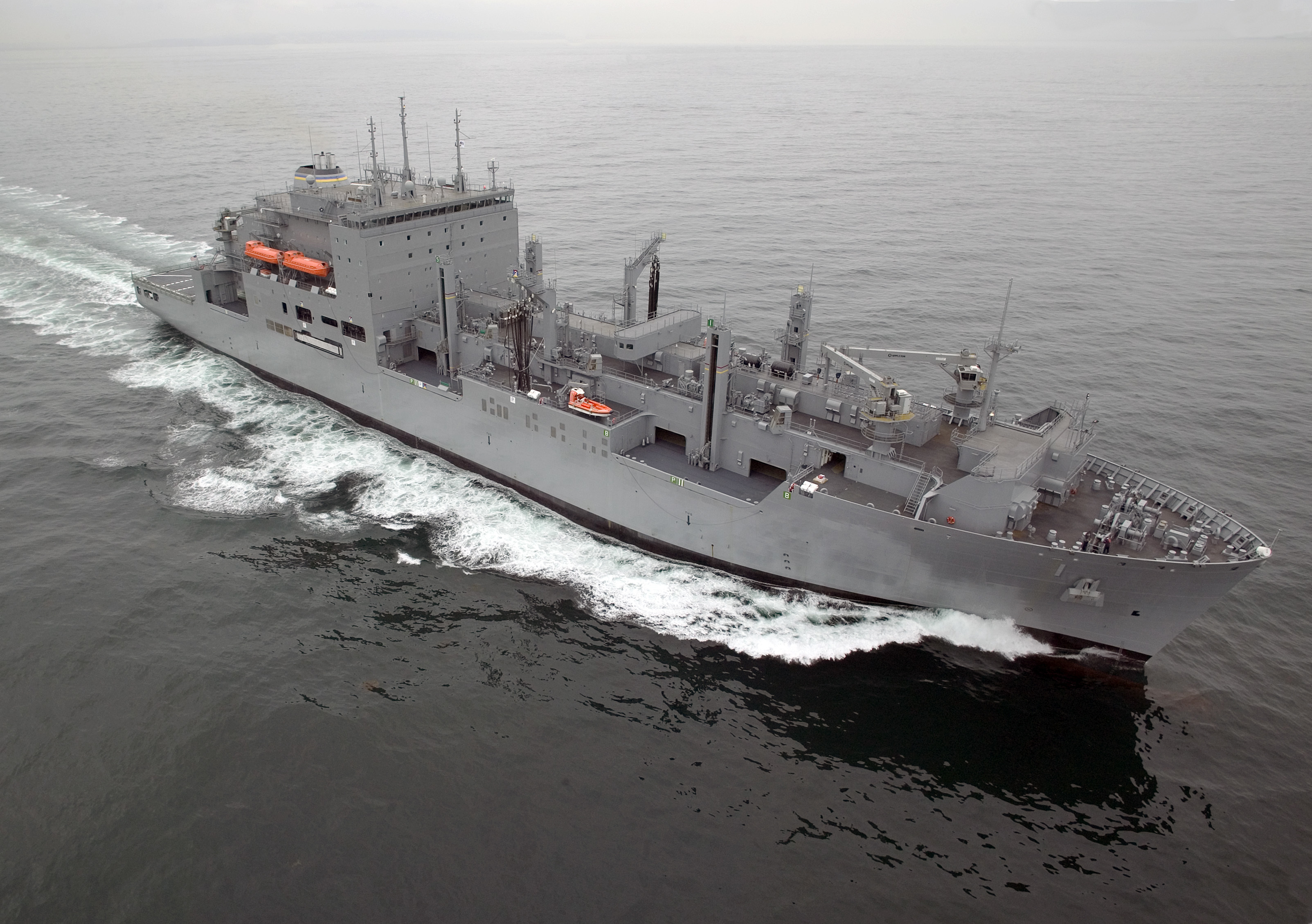
USNS Lewis and Clark (T-AKE 1)

Transportowiec – pomocnicza jednostka pływająca marynarki wojennej, służąca do zaopatrywania okrętów lub transportu wojsk i uzbrojenia. Może to być statek noszący banderę handlową, doraźnie wcielony pod rozkazy marynarki wojennej, statek handlowy pod banderą wojenną albo okręt specjalnie zbudowany lub przystosowany do celów zaopatrzenia. Nazwą tą bywają określane także statki handlowe do przewozu ładunków.
W czasie I wojny światowej transportowce oprócz przewozu wojsk zaopatrywały flotę głównie w amunicję, węgiel i żywność.
W czasie II wojny światowej transportowce dzielono na wiele wyspecjalizowanych rodzajów jednostek pływających: zbiornikowce, okręty amunicyjne, zaopatrzeniowe (tendry), transportowce samolotów, transportowce podwodne (adaptowane z okrętów podwodnych), warsztatowce, bazy pływające (okręty bazy) itp. Zaopatrzenie floty na morzu stosowane jest w celu wyeliminowania z operacji morskiej straty czasu zużywanego na powrót okrętów do baz oraz ze względu na zagrożenie portów bronią masowego rażenia.